# Jogos Regionais da 3.ª Região de 2005
Os Jogos Regionais da 3ª Região de 2005 foram realizados na cidade de São Carlos entre os dias 18 e 31 de julho, sagrando-se campeã a cidade de São Carlos na 1ª divisão.
Nessa 49ª edição dos Jogos Regionais, houve o comparecimento de 40 delegações, para a disputa na 1ª e na 2ª divisões.

## 1ª Divisão
Classificação final
- 1º lugar,  São Carlos -  pontos
- 2º lugar,  Piracicaba -  pontos
- 3º lugar,  Bauru -  pontos